# تپه ایستینی کسن
تپه ایستینی کسن مربوط به سده‌های اولیه دوران‌های تاریخی پس از اسلام است و در شهرستان همدان، بخش مرکزی، دهستان هگمتانه، ۲۵۰ متری ضلع شمالی روستای ده پیاز واقع شده و این اثر در تاریخ ۲۳ بهمن ۱۳۸۵ با شمارهٔ ثبت ۱۷۱۳۹ به‌عنوان یکی از آثار ملی ایران به ثبت رسیده است.